# 太平号护航驱逐舰
太平舰（舷号22），中华民国海军曾经的一艘艾瓦茲級护航驱逐舰。该舰原为美国海军的“德克尔号”（USS Decker，编号DE-47，也翻译为“戴克尔号”），建造于美国费城海军船坞，1943年服役后曾在北大西洋执行护航任务，二战后租给中华民国使用并被命名为“太平舰”，1948年正式移交给中华民国，1954年被中国人民解放军海军在浙江省田岙岛海域击沉。

## 服役前
该舰原本是美国费城海军船坞为英国皇家海军建造，最初编号为BDE-47，1942年4月1日安放龙骨，1942年7月24日下水。但该舰其后被留在美国海军，并于1943年3月4日改名为“德克尔号”（USS Decker），编号改为DE-47，是以美国海军中尉欧内斯特·埃尔登·德克尔的名字命名的，德克尔中尉原在格列高利号驱逐舰服役，1942年9月5日在所罗门群岛与日本海军交战中因舰船沉没而陣亡。1943年5月3日，德克尔号正式服役，首任舰长为洛德尔·亚当斯（Lodr A. B. Adams, Jr.）。

## 二战期间
1943年5月3日服役后，德克尔号的主要任务是与其他舰船一道在北大西洋上为执行护航任务，保护船只免受纳粹德国潜艇和战斗机的攻击。1943年7月9日至24日，德克尔号将两艘油船从罗得岛州纽波特护送到德克萨斯州加尔维斯顿，而后与8月20日弗吉尼亚州诺福克报到，开始执行跨洋护航任务。从1943年8月26日至1945年4月26日期间，德克尔号为北非、意大利和法国南部的军事行动提供了重要支持，保卫了为法属摩洛哥卡萨布兰卡、突尼斯比塞大、西西里巴勒莫和阿尔及利亚奥兰提供补给的九个船队的通航。1944年5月11日，德克尔号加入前往突尼斯的UGS-40护航船队，并在海上帮助船队击退了敌机的重型鱼雷攻击。其后德克尔号返回南卡罗来纳州查尔斯顿进行大修，并在大修后在佛罗里达群岛担任训练船直到第二次世界大战结束。德克尔号因其二战服役而获得一颗战星。

## 二战后

### 借与中国
1941年3月11日，美国通过《租借法案》后，中国驻美海军副武官杨元忠注意到加拿大、巴西等国援引该法案向美国海军提出“借舰参战”计划，于是与美国战备处处长梅卓尔协商借舰，梅卓尔同意租借舰艇给中国，但须由中国政府向美国提出申请。1943年9月，杨元忠将借舰意见书寄给重庆的国民政府军事委员会军令部，约半年后被批复。1944年2月，何应钦致电驻美中国国防物资供应公司董事长宋子文，请宋向美方交涉租借军舰。宋子文安排代理董事长施肇基与美方展开了一系列会谈和交涉。同时，驻美军事代表团团长商震与驻美大使馆海军武官刘田甫也相继跟进海军援舰一事。1944年6月，美国海军舰队司令部参谋长爱德华表示美国可以租借给中国护航驱逐舰4艘和扫雷舰4艘，后经中美双方交涉，最终于1944年8月将最终租借方案变为2艘护航驱逐舰、4艘扫雷舰和2艘护航巡逻舰，其中便包括德克尔号:103。
1944年8月，美国同意借舰的同时也同意为中国海军训练接舰军兵。国民政府于1944年9月和12月公开招考军官60名，士兵1000名准备赴美，军官分别来自于黄埔海军学校、马尾海军学校、青岛海军学校、电雷江防学校，而士兵因要求英文基础，多为重新招募的青年学生。1945年4月22日，中国接舰官兵进驻美国迈阿密海军训练中心，次日开训，课程为半天操课，半天英文课:116-117。军官和士兵分别授课，军官第一阶段复习舰船基础课，第二阶段根据职务和分工学习专业课程；士兵第一阶段学习基本课程，第二阶段按专业分班受训。1945年8月底，基本课程结束。中方于1945年8月28日签字接收美国援助的8艘军舰，并派遣水兵和轮机兵到舰上担任维护保养工作，以及在舰上进行在职训练:117。1945年8月28日,德克尔号在美国海军佛罗里达州格林科夫斯普林斯基地除役租借给中華民國海軍，被中方命名为太平艦，首任艦長為海軍上校曹仲周，副艦長為海軍少校陸維源。

### 返回中国
1946年1月2日，中国全体海军官兵登上美国借给中国的八艘军舰，舰船驶离迈阿密前往古巴的美国關塔那摩灣海軍基地进行成军训练和编队训练等战术科目训练:103,117。时任中国驻美国大使馆海军上校副武官林遵，被临时调任中华民国海军驻美国舰队指挥官，负责率领八舰及受训的一千多名中国海军官兵启程回国。美国海军则增派“莫米号”补给舰护送八艘舰船并在航途中为其补充燃油物料，以及借给林遵作为指挥官座驾舰。1946年5月上旬，中国海军驻美国舰队离开关塔那摩港开始返回中国，计划按照中国政府命令在返国途中访问古巴、墨西哥、日本等国家并慰问当地侨胞，舰队首先访问古巴首府哈瓦那，继而从巴拿马的科隆港向南通过巴拿马运河后抵达巴拿马城，出巴拿马湾后沿中美洲西岸航行至墨西哥的阿卡普尔科港，再驶往美国西岸的圣地亚哥和洛杉矶长滩港，经檀香山、珍珠港后，到中途岛补充油水物料和配件，然后航至日本横须贺港。1946年7月19日，舰队完成访问和慰侨任务后顺利抵达上海吴淞口，莫米号驶往青岛美军基地，“美赠八舰”则直接前往南京，并于7月21日抵达南京下关:103。

### 接收南沙

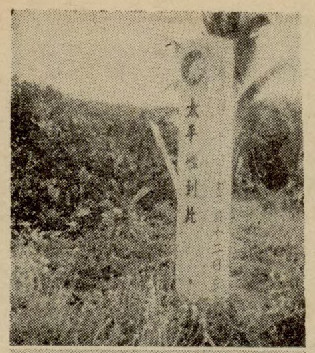
太平岛上的“太平艦到此”碑

抗战时期，中国南海诸岛曾被日军占领，战后被交由台湾省行政长官公署暂管。在二战日本战败，原驻南海诸岛的日军被集中到海南岛榆林港侯令遣返期间，法国趁机占领南海若干岛屿。经行政院研究决定，将西沙、南沙群岛划归广东省管辖。1946年8月，行政院训令广东省政府接管南海诸岛，并由海军派军舰协助接收，以及派兵前往各岛驻守:122。1946年10月3日，国民政府主席蒋介石手令中华民国国军参谋总长陈诚，要求由海军运送陆军进驻东、西沙群岛。因东沙已派兵进驻，陈诚于10月5日呈报后改为进驻西沙和南沙群岛:123。
1946年10月26日，海军总司令部下达进驻命令，随后组建进驻西南沙群岛舰队，海军总司令部上校附员林遵被任命为总指挥，率队前往西沙群岛、南沙群岛宣示主权，舰队由本艦、永興艦以及中建、中业号登陆舰组成，四艘军舰首先在上海集结:123。1946年10月29日，林遵率舰队护送国防部、内政部和联勤总部的代表以及测绘人员、驻守部队从上海吴淞口南下启程，与11月2日抵达广东虎门珠江口，在内伶仃岛附近锚泊。林遵和副指挥官姚汝钰带领参谋林焕章、张君然，以及本艦舰长麦士尧、永興艦舰长刘宜敏、中业号舰长李敦谦、中建号舰长张连瑞，登岸拜见了广州行辕主任张发奎和广东省主席罗卓英，报告了舰队的航行计划，并请广东省派遣视察、测量和驻岛人员登舰。11月6日，舰队载上广东省接收人员后秘密离开广州。11月8日，舰队抵达海南岛南端的三亚港。11月9日，移驻榆林港，开展远航整备工作:123。经过反复的论证研究后，林遵率本艦和中业舰前往南沙群岛，姚汝钰率永兴、中建二舰前往西沙群岛。11月中旬，林遵两度率舰出海，均因风浪过大中途折返。12月9日，林遵率本艦和中业号第三次出海，于1946年12月12日在南沙群岛西北方面的长岛锚泊，乘登陆艇登岛搜索，确认无敌情后开始进行卸载作业，于14日完成。林遵让登岛官兵将日军修建的纪念石碑摧毁，在岛上重新竖立中国石碑。1946年12月15日，本艦和中业舰官兵同政府代表们在岛上举行升旗仪式和立碑典礼，以军舰名将长岛重新命名为太平岛。12月16日，两舰启程返航，在巡弋各岛后于17日抵达榆林港，完成南海诸岛接收任务:123。

### 移交中国后

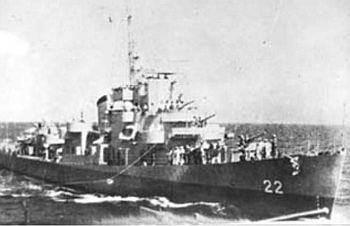
太平舰照片

1948年2月7日，本艦等原本租借的舰船被美国无偿赠予中华民国海军，并于1948年3月12日正式从美国海军中除籍，於1950年代編號為DE-22，是中華民國海軍的主力軍艦。
1948年3月，中华民国海军代总司令桂永清率领本艦等12艘舰艇，将驻守龙口、蓬莱、威海卫的陆军第八師從海上撤至烟台和葫芦岛:125-126。1949年9月、10月，福建省的福州、厦门相继被中国人民解放军占领，中华民国海军海防第二舰队奉命以金门、马祖为基地封锁闽江口、厦门港和汕头港，控制台湾海峡。1949年10月25日，中国人民解放军第三野战军组织渡海进攻大金门。1949年10月25日，中华民国海军海防第二舰队司令黎玉玺亲率旗艦太平舰从自澎湖基地出发驰援金门，時任艦長為海軍上校兼第二艦隊參謀長馮啟聰。10月25日凌晨4点，本艦從澎湖的漁翁島出发，因風大浪急艦體多次向左傾斜至40多度，至25日天明后決定向北頂風航進，终于在26日午夜在烏坵附近海域確定船位，后折向西南在26日凌晨3点到达金門附近海域。本艦抵达金门后，用主砲對解放军在大嶝岛和小嶝岛等处的砲兵陣地进行壓制性射擊，並轟擊解放军船隻。26日夜，本艦奉福州綏靖公署代主任湯恩伯總部參謀長的命令對古寧頭、大嶝及澳頭进行制壓射擊，至27日凌晨，国军获得战役的最终胜利。作为海军第二舰队旗舰，本艦在金门战斗中给解放军登陆部队造成巨大杀伤:131。
1950年3月初开始，中国人民解放军第四野战军不断组织船只偷渡海南岛。中华民国海军第三舰队则以本艦为旗舰，指挥各类舰艇日夜巡弋防范。1950年4月16日夜，中国人民解放军43军128师382团及383团两个营、384团一个营共6968名指战员，由43军副军长龙书金、128师师长黄荣海、政委相伟的率领，在琼崖纵队政治部组织部副部长谢应权和王山平、冯尔迅、吴正桂的协助下，分乘81只帆船，由雷州半岛的东场港起渡进逼海南岛。途中与国军太平舰、潮安舰、美宏舰、驱潜一号艇遭遇，激战至次日凌晨，本艦和驱潜一号艇中弹，太平舰上的士兵黄克湘阵亡，另有多名官兵负伤:131。1950年4月19日，本艦由舰长谢祝年率领在琼州海峡巡弋，发现大量中共帆船聚集在雷州半岛滘尾角海面，接近过程中被解放军海岸炮击中，舰务官罗俊钧阵亡，司令王恩华等多名官兵负伤，退往秀英港:131。1950年4月22日，解放军攻陷海南北部，国军在第三舰队掩护下向海南东部和南部港口撤退，并最终集中到榆林港。1950年5月2日，本艦等舰船护送国军从榆林港撤往台湾:132。
1951年2月13日，在中华民国总统蒋介石的直接命令下，一支由本艦等3艘军舰组成的舰队在八重山群岛之间水域，坐标北纬24°13'，东经123°18'处拦截并扣押装运药品前往中国大陆的挪威民用货船“海后号”。

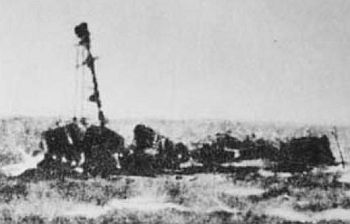
正在沉没的太平舰，拍摄于太和舰

1954年10月下旬，太平舰被解放军高岛雷达站发现经常到温州湾、台州湾、三门湾一带巡逻。太平舰时任艦長是上校唐廷襄，副舰长是中校宋季晃，輪機長是上尉周相輝。1954年10月25日，华东军区海军司令员张爱萍亲自到高岛核实该情报后决定攻击太平舰。1954年11月初，国军永春舰、永定舰相继在头门山附近海域被解放军海岸炮击伤，其后国军舰艇白天不再到该海域活动。1954年11月14日零时5分。太平艦在一江山岛东北的五棚屿海面被高岛雷达站发现。零时23分，解放軍高岛鱼雷快艇秘密驻泊点的155至158号4艘鱼雷艇按照岸上指挥所的命令起航，零时50分到达五棚屿东1海里的待机点，然后在岸上指挥所的引导下接敌。凌晨1时28分，155艇最先发现太平舰灯光，各艇距离太平舰约2至3海里，155艇、156艇、157艇先后朝太平舰发射鱼雷，均未击中。1时37分，158艇驶进到距离太平舰0.5海里处发射鱼雷，命中太平舰舰艏仓库。太平舰被击中后失去动力，并不断进水。太和舰等三艘国军军舰从大陈前来救援，并收容生还官兵，二十八名官兵战死或失踪，其中副舰长宋季晃、輪機長周相輝阵亡。拖帶途中于7时15分开始下沉，救援舰被迫砍断绳缆。7时24分，沉没于高岛东南140°、距离18海里处。

### 后续
太平舰被击沉的1954年11月14日当天，中华民国国军参谋總長桂永清签署命令，要求所有海军进入一级战斗准备。11月15日，蒋介石为阵亡和生还的太平舰官兵颁布抚恤令和褒奖令。褒奖令号召“建舰复仇”，派人组织台南工学院等大专院校学生发起“建舰复仇”运动。中华民国驻美国大使叶公超对外宣称太平舰的沉没无损于国军海军的实力。合众社报道称太平舰被击沉是一个“惊人的行动”。美联社报道称太平舰被击沉是人民解放军海军部队的“重大胜利”，它“使国民党人大吃一惊”。哥伦比亚广播公司评论员柯斯特洛则在11月14日的报道中称人民解放军海军部队日益强大的力量，肯定会构成对国军海军的“严重潜在威胁”。
曾参与击沉太平舰的四艘鱼雷快艇中158號魚雷艇后被收藏展出于中国人民革命军事博物馆，该艇是一艘苏联制造的123型（又称P-4型）鱼雷快艇。

## 备注
1. ↑  有资料称太平舰的舷号为“PF-22[1]”，也有称是“DE-22[2]”
2. ↑  也译作戴克尔号[3]
3. ↑  后来赠予中华民国，即峨眉舰
4. ↑  一说1946年4月1日起锚回国[6]:103
5. ↑  当时解放军仅能判断其为“太”字头军舰[13]